# Al-Shabab (Bahrain)
al-Shabab (arabisch نادي الشباب, DMG Nādī š-Šabāb) ist ein bahrainischer Fußballklub mit Sitz in der Hauptstadt des Landes Manama.

## Geschichte
Der Klub entstand im Jahr 2001, durch eine Fusion der Klubs Deyya, Sanabis, Jadd Hafs, Naeem, Karrana, Sahla und Karbabad. So startet der Klub gleich in der Saison 2002 in den Spielbetrieb der erstklassigen Bahraini Premier League. Der erste und bislang einzige Titelgewinn passierte dann in der Saison 2004, mit dem Sieg im Finale des King’s Cup. Nach der Spielzeit 2005/06 musste man in die Relegation mit dem Manama Club, konnte sich aber deutlich in Hin- als auch Rückspiel gegen den Zweitligisten durchsetzen. Während der Saison 2010/11 wurde der Klub vom Spielbetrieb ausgeschlossen und zuerst sogar aufgelöst, weil ihm vorgeworfen wurde während der Proteste in Bahrain im Jahr 2011 die Schia-Agitation unterstützt zu haben. Dies wurde später aber wieder zurückgenommen und der Status des Klubs wiederhergestellt. Trotzdem musste man dadurch in die Zweite Liga absteigen.
In der zweiten Liga wurde man aber direkt in der Folgesaison Erster und kehrte zur Saison 2012/13 direkt wieder zurück, wo man auch die Klasse halten konnte. Der nächste Abstieg stand dann nach der Spielzeit 2014/15, wo man mit nur acht Punkten abgeschlagen Letzter wurde. Der nächste Aufstieg in die Premier League erfolgte dann zur Saison 2017/18. Wieder gelang es aber nicht sich lange zu halten und so stieg man nach der Runde 2019/20 wieder ab. Nach der Saison 2021/22 gelang es dann wieder einmal mit dem Aufstieg.

## Erfolge
- Bahraini King’s Cup: 2004